# Mbara Goulongo Guérandi
Mbara Goulongo Guérandi est un militaire et homme politique camerounais.

## Biographie
Né à Douala en 1954, Mbara Goulongo Guérandi avait donc six ans quand le Cameroun obtint son indépendance. Fils d’officier de l’armée, il découvre, au gré des pérégrinations familiales dans les différentes régions où son père est affecté, la diversité du pays et les réalités sociales des populations.
À la fin de ses études secondaires, en 1972, il est admis à l’EMIA (École Militaire Inter-Armes) de Yaoundé. Il en sortira sous-lieutenant trois ans plus tard, dans la promotion « 20 mai » qui comprenait de jeunes officiers africains, notamment du Burkina Faso (à l’époque Haute-Volta) avec lesquels il a noué une solide amitié.
Il est envoyé ensuite en Allemagne de l'Ouest où, durant quatre ans, il suivra une formation d’officier supérieur d’artillerie dans une académie de la Bundeswehr.
De retour au pays en 1979, il est intégré dans une unité d’artillerie à Dschang (Ouest du Cameroun). Avec un groupe d’officiers, il crée, au sein de certaines unités de l’armée, des cellules clandestines de réflexion qui joueront un rôle actif dans le soulèvement patriotique du 6 avril 1984 contre le régime Biya qui est un pilier du système Ahidjo.
Le soulèvement est un échec. Seul survivant du groupe initiateur de ce soulèvement patriotique, condamné à mort, il est l’objet deux mois durant d’une véritable chasse à l’homme. Il réussit pourtant à quitter le Cameroun en juin 1984, pour un exil qui dure depuis vingt ans.
Accueilli au Burkina Faso, il contribue à la formation de jeunes officiers dans l’Académie militaire nouvellement créée, et se consacre à la rédaction de son livre (« Cameroun : une armée sans défense ») dans lequel il analyse les causes de l'échec du 6 avril 1984. Le livre sort en 1987.
Mbara Goulongo Guérandi décide ensuite de suivre un cursus dans le domaine des Relations internationales et obtient en 1997 un doctorat en sciences politiques sous la direction de Pascal Chaigneau (Université Paris Descartes).
Depuis, Guérandi a fondé et dirige un cabinet d’études en questions stratégiques, économiques et sociales en Afrique. Il est également professeur de Relations internationales (géopolitique, géostratégie).
Il anime en outre depuis Paris l’action des Patriotes camerounais en vue de « refonder le Cameroun » en bâtissant un État démocratique au service de toutes les populations réunies autour d’un projet de société solidaire et prospère à la mesure des traditions séculaires de ce pays et de ses immenses ressources. Selon le journal "Jeune Afrique", Mbara Goulongo Guérandi est la principale figure actuelle de l'opposition politique camérounaise à l'étranger.
Au cours d’une émission de RFI (Radio France Internationale) le samedi 13 septembre 2014 à Paris, l’emblématique directeur de la rédaction du panafricain Jeune Afrique, François Soudan, annonce la nouvelle-surprise qui bouleverse tant de Monde en Afrique et en Europe. L’ancien officier de l’armée camerounaise Guerandi Mbara Goulongo, exilé depuis juin 1984 à Ouagadougou au Burkina Faso, aurait été «liquidé physiquement» - ou serait détenu - à la suite d'une opération compliquée des services spéciaux camerounais. L’information fait la Une de l’hebdomadaire du 14 septembre 2014.